# Zootrophion atropurpureum
Zootrophion atropurpureum é uma espécie de planta do gênero Zootrophion e da família Orchidaceae. 
O basiônimo Specklinia
atropurpurea foi descrito por Lindley em 1936, a partir de um material
provindo da Jamaica, sem dados de coleta, cultivado no Liverpool Botanic Garden. Luer em 1982 descreve Zootrophion
segregando
o gênero Cryptophoranthus, e designa Zootrophion atropurpureum
como a espécie tipo do novo gênero. A espécie
ocorre nas Antilhas e sul e sudeste do Brasil, encontrada na Floresta Atlântica. É a única espécie representante do gênero no país. 

## Taxonomia
A espécie foi descrita em 1982 por Carlyle A. Luer. 
Os seguintes sinônimos já foram catalogados:  
- Specklinia atropurpurea  Lindl.
- Cryptophoranthus schenckii  Cogn.
- Masdevallia fenestrata  Lindl. ex Hook.
- Zootrophion schenckii  (Cogn.) Luer
- Cryptophoranthus atropurpureus  (Lindl.) Rolfe
- Humboldtia atropurpurea  (Lindl.) Kuntze
- Pleurothallis atropurpurea  (Lindl.) Lindl.

## Forma de vida
É uma espécie epífita e herbácea. 

## Conservação
A espécie faz parte da Lista Vermelha das espécies ameaçadas do estado do Espírito Santo, no sudeste do Brasil. A lista foi publicada em 13 de junho de 2005 por intermédio do decreto estadual nº 1.499-R. 

## Distribuição
A espécie é encontrada nos estados brasileiros de Espírito Santo, Minas Gerais, Rio de Janeiro, Santa Catarina e São Paulo. 
A espécie é encontrada no domínio fitogeográfico de Mata Atlântica, em regiões com vegetação de floresta ombrófila pluvial.